# Raymond Leppard
Raymond John Leppard (Londres, 11 d'agost, 1927 - Indianapolis, 22 d'octubre, 2019), va ser un director d'orquestra, compositor i clavecinista britànic que es va fer conegut pel seu treball pioner en el renaixement de la música instrumental i les òperes barroques durant els anys 60.

## Vida i treball
Leppard va créixer a Bath i a partir de 1948 va estudiar clavicèmbal i viola al Trinity College de Cambridge (amb Hubert Middleton i Boris Ord). Allà també va ser mestre de cor i director musical de la Cambridge Philharmonic Society. El 1952 va debutar a Londres com a director al Wigmore Hall. Va dirigir el seu propi Leppard Ensemble i va estar estretament associat amb la Goldsbrough Orchestra, de la qual va sorgir l'English Chamber Orchestra el 1960. També va actuar com a clavecinista i es va convertir en Fellow del Trinity College, on va ser professor des de 1958 fins a 1968 (el 1968 va dimitir com a director de música al Trinity College i va ser succeït per Richard Marlow). A la dècada de 1960 va ser director convidat habitual de l'Orquestra de Cambra Anglesa. Va debutar com a director d'òpera al Covent Garden el 1959 i a Glyndebourne el 1962, amb L'incoronazione di Poppea de Claudio Monteverdi. Després va interpretar més òperes barroques a Glyndebourne, de Monteverdi i també de Francesco Cavalli (L'Ormindo, Glyndebourne 1967, La Calisto, Glyndebourne 1970, Enregistrament Decca de La Calisto amb Janet Baker 1972).
El novembre de 1969 va debutar com a director als Estats Units amb el cor de Westminster i l'Orquestra Filharmònica de Nova York i com a solista en el Concert per clavecí en re major de Joseph Haydn. De 1973 a 1980 va ser director en cap de la BBC Northern Symphony Orchestra de Manchester, més tard de la BBC Philharmonic. Del 1987 al 2001 va ser director musical de l'Orquestra Simfònica d'Indianapolis. Del 2004 al 2006 va ser assessor musical de la Louisville Orchestra. Paral·lelament era artista resident a la Universitat d'Indianapolis.
A més, Leppard va ser, entre altres coses, Director a la Metropolitan Opera de Nova York (on va interpretar, entre d'altres, Billy Budd de Benjamin Britten), a la New York City Opera, l'Òpera de San Francisco, l'Òpera de París, l'Òpera Estatal d'Hamburg, les òperes de Santa Fe, Estocolm, Ginebra. Va dirigir, entre altres coses, l'Orquestra Simfònica de Chicago, l'Orquestra Filharmònica de Los Angeles, l'Orquestra Simfònica de Boston, la Simfònica de Pittsburgh, l'Orquestra de Filadèlfia, l'Orquestra Simfònica de St. Louis (on va ser director convidat principal el 1983), l'Orquestra Simfònica de la BBC (incloent Last Night of The Proms). A Glyndebourne va dirigir l'estrena de Rising of the Moon de Nicholas Maw.
El 1963 va compondre la música de pel·lícula per a Lord of the Flies, l'adaptació cinematogràfica de Peter Brook de la novel·la de William Golding. També va escriure la música de pel·lícula per a Alfred the Great - Conquering the Vikings (1969) i L'hotel New Hampshire (1984), així com per a la pel·lícula Laughter in the Dark dirigida per Tony Richardson.
Leppard va rebre el CBE i va ser "Commendatore della Republica Italiana" (1973). Va ser doctor honoris causa per la Universitat Purdue, la Universitat d'Indianapolis i la Universitat Butler d'Indianapolis. Per les seves gravacions va rebre, entre altres coses, el premi del disc alemany, un Grammy, i el premi Edison.

## Premis
- Orde de l'Imperi Britànic (CBE)

## Filmografia (selecció)
- 1963: Lord of the Flies
- 1968: Laughter in the Dark (francès: La Chambre obscure)
- 1969: Alfred the Great
- 1984: The Hotel New Hampshire L'hotel New Hampshire